# هربرت هنری اسکویت
هربرت هنری اسکویت (به انگلیسی: Herbert Henry Asquith) لرد آکسفورد و اسکویت از حزب لیبرال و نخست‌وزیر بریتانیا از ۱۹۰۸ تا ۱۹۱۶ بود.
به عنوان نخست‌وزیر او حزب لیبرال بریتانیا را به یکسری تغییرات داخلی رهبری کرد. از جمله خدمات بیمه عمومی و کاهش اختیارات مجلس لردها. او کشور را در جنگ جهانی اول رهبری کرد. با این حال یکسری بحران‌های سیاسی و نظامی باعث جایگزینی او با دیوید لوید جرج در ۱۹۱۶ شد. اختلاف او و لوید جرج باعث ریزش اکثریت آرای حزب لیبرال شد. دستاوردهای او در زمان صلح بوسیله ضعفش در دوران جنگ تیره شد. بسیاری مورخین او را نخست‌وزیری مردد توصیف کرده‌اند که توانایی ایجاد تحرک لازم در جامعه را نداشت. با این حال برخی معتقدند او توانایی اداری بالایی داشت و بسیاری از تغییراتی را که به لوید جرج به عنوان مرد برنده جنگ نسبت می‌دهند در حقیقت به وسیله اسکویت به وجود آمده‌است. عقیده کلی به این ترتیب است که دو اسکویت وجود دارد یکی نخست‌وزیر شهری موفق در زمان صلح و یکی اسکوییت دودل و خسته در زمان جنگ که سرهم‌بندی‌های سیاسی او باعث تأخیر در اتمام جنگ شد. او در سال‌های آخر زندگی بخاطر سکته از ویلچر استفاده می‌کرد و در ۱۹۲۸ درگذشت و در کلیسای ساتون کورتن نی بخاک سپرده شد.